# Sinocyclocheilus
Genre
Sinocyclocheilus est un genre de poissons téléostéens de la famille des Cyprinidae et de l'ordre des Cypriniformes. Sinocyclocheilus est un genre de cyprinidés endémiques de la Chine. Presque toutes ses espèces vivent dans ou autour de grottes. L'espèce type est Sinocyclocheilus tingi. Le nom est dérivé du mot latin « sino », ce qui signifie « de la Chine », du grec « kyklos » (les), qui signifie « cercle », et du grec « cheilos » (les), qui signifie « lèvre ».

## Synonymes
- Anchicyclocheilus W. X. Li & J. H. Lan, 1992
- Gibbibarbus D. Y. Dai, 1988

## Liste des espèces
Selon FishBase (20 août 2015)',,:
- Sinocyclocheilus altishoulderus (Li & Lan, 1992)
- Sinocyclocheilus anatirostris Lin & Luo, 1986
- Sinocyclocheilus angularis Zheng & Wang, 1990
- Sinocyclocheilus angustiporus Zheng & Xie, 1985
- Sinocyclocheilus anophthalmus Chen, Chu, Luo & Wu, 1988
- Sinocyclocheilus anshuiensis Gan, Wu, Wei & Yang, 2013[5]
- Sinocyclocheilus aquihornes Li & Yang, 2007
- Sinocyclocheilus biangularis Wang, 1996
- Sinocyclocheilus bicornutus Wang & Liao, 1997
- Sinocyclocheilus brevibarbatus Zhao, Lan & Zhang, 2009
- Sinocyclocheilus brevifinus Jie Li & X. H. Li & Mayden, 2014[6]
- Sinocyclocheilus brevis Lan & Chen, 1992
- Sinocyclocheilus broadihornes Li & Mao, 2007
- Sinocyclocheilus cyphotergous (Dai, 1988)
- Sinocyclocheilus donglanensis Zhao, Watanabe & Zhang, 2006
- Sinocyclocheilus dongtangensis Zhou, Liu & Wang, 2011
- Sinocyclocheilus flexuosdorsalis Zhu & Zhu, 2012[7]
- Sinocyclocheilus furcodorsalis Chen, Yang & Lan, 1997
- Sinocyclocheilus gracilicaudatus Zhao & Zhang, 2014[3]
- Sinocyclocheilus gracilis Jie Li & X. H. Li, 2014[4]
- Sinocyclocheilus grahami (Regan, 1904)
- Sinocyclocheilus guanduensis Li & Xiao, 2004
- Sinocyclocheilus guilinensis Ji, 1985
- Sinocyclocheilus guishanensis Li, 2003
- Sinocyclocheilus hei Li & Xiao, 2004
- Sinocyclocheilus huanglongdongensis Li & Xiao, 2004
- Sinocyclocheilus huangtianensis Zhu, Zhu & Lan, 2011
- Sinocyclocheilus huaningensis Li, 1998
- Sinocyclocheilus huanjiangensis Wu, Gan & Li, 2010
- Sinocyclocheilus hugeibarbus Li & Ran, 2003
- Sinocyclocheilus hyalinus Chen & Yang, 1993
- Sinocyclocheilus jii Zhang & Dai, 1992
- Sinocyclocheilus jinxiensis Zheng, Xiu & Yang, 2013[8]
- Sinocyclocheilus jiuxuensis Li & Lan, 2003
- Sinocyclocheilus lateristriatus Li, 1992
- Sinocyclocheilus liboensis Li, Chen & Ran, 2004
- Sinocyclocheilus lingyunensis Li, Xiao & Luo, 2000
- Sinocyclocheilus longibarbatus Wang & Chen, 1989
- Sinocyclocheilus longifinus Li, 1996
- Sinocyclocheilus luolouensis Lan, 2013[2]
- Sinocyclocheilus luopingensis Li & Tao, 2002
- Sinocyclocheilus macrocephalus Li, 1985
- Sinocyclocheilus macrolepis Wang & Chen, 1989
- Sinocyclocheilus macrophthalmus Zhang & Zhao, 2001
- Sinocyclocheilus macroscalus Shen et al., 2000
- Sinocyclocheilus maculatus Li, 2000
- Sinocyclocheilus maitianheensis Li, 1992
- Sinocyclocheilus malacopterus Chu & Cui, 1985
- Sinocyclocheilus mashanensis Wu, Liao & Li, 2010
- Sinocyclocheilus microphthalmus Li, 1989
- Sinocyclocheilus multipunctatus (Pellegrin, 1931)
- Sinocyclocheilus oxycephalus Li, 1985
- Sinocyclocheilus purpureus Li, 1985
- Sinocyclocheilus qiubeiensis Li, 2002
- Sinocyclocheilus qujingensis Li, Mao & Lu, 2002
- Sinocyclocheilus rhinocerous Li & Tao, 1994
- Sinocyclocheilus robustus Chen & Zhao, 1988
- Sinocyclocheilus tianlinensis Zhou, Zhang & He, 2004
- Sinocyclocheilus tileihornes Mao, Lu & Li, 2003
- Sinocyclocheilus tingi Fang, 1936
- Sinocyclocheilus wui Li & Li, 2013[9]
- Sinocyclocheilus wumengshanensis Li, Mao & Lu, 2003
- Sinocyclocheilus xichouensis Pan, Li, Yang & Chen, 2013[10]
- Sinocyclocheilus xunlensis Lan, Zhao & Zhang, 2004
- Sinocyclocheilus yangzongensis Tsü & Chen, 1977
- Sinocyclocheilus yaolanensis Zhou, Li & Hou, 2009
- Sinocyclocheilus yimenensis Li & Xiao, 2005
- Sinocyclocheilus yishanensis Li & Lan, 1992